# Dokuy
Dokuy hay Dokui là một tổng thuộc tỉnh Kossi ở phía tây Burkina Faso. Thủ phủ là thị xã Dokuy. Theo điều tra dân số năm 1996, tổng này có tổng dân số 25.305 người.

## Các thị xã và làng xã
- Thị xã Dokuy	(3 160 dân) (thủ phủ)
- Ayoubakolon	(1 075 dân)
- Bonikuy	(787 dân)
- Dar-Es-Salam	(635 dân)
- Dassi	(787 dân)
- Denissa-Marka	(366 dân)
- Denissa-Mossi	(336 dân)
- Dokoura	(403 dân)
- Doubalé	(432 dân)
- Gassingo	(1 589 dân)
- Goni	(2 402 dân)
- Ilabekolon	(1 037 dân)
- Kamadena	(1 549 dân)
- Kanadougou	(1 156 dân)
- Karasso	(1 107 dân)
- Kemenso	(653 dân)
- Kenekuy	(2 324 dân)
- Kolonidara	(949 dân)
- Kolonkoura	(890 dân)
- Makuy	(536 dân)
- Nereko	(1 210 dân)
- Sokoura	(573 dân)
- Soumakoro	(498 dân)
- Soum	(591 dân)
- Tomikoroni	(260 dân)